# 粒掌假花瓣蟹
粒掌假花瓣蟹（学名：Pseudoliomera granosimana）为扇蟹科假花瓣蟹属的动物。分布于塔希提岛、土阿莫土群岛、新喀里多尼亚、圣诞岛、可可群岛、查戈斯群岛、红海、塞舌尔群岛南部以及中国大陆的西沙群岛、海南岛等地，生活环境为海水，常见于珊瑚礁浅水中。